# 2108 Отто Шмідт
2108 Отто Шмідт (2108 Otto Schmidt) — астероїд головного поясу, відкритий 4 жовтня 1948 року.
Тіссеранів параметр щодо Юпітера — 3,480.